# Llista d'estrelles per constel·lació
La llista d'estrelles per constel·lació pretén recollir les estrelles de les constel·lacions establertes i que compleixin algun dels següents criteris d'inclusió:
- Estrelles de la sexta magnitud o més brillants (V < 6,50).
- Estrelles conegudes per la seva designació de Bayer o de Flamsteed.
- Estrelles variables notables (paradigmes, rares o importants per qualque altra cosa).
- Estrelles properes.
- Estrelles amb planetes.
- Estrelles de neutrons notables, forats negres i altres objectes estel·lars exòtics.

## Llistes d'estrelles per constel·lació
Les estrelles es relacionen en llistes segons la seva constel·lació, com es pot veure a sota:
| - Àguila - Andròmeda - Altar - Aquari - Àries - Au del Paradís - Balena - Balança - Bessons - Bover - Brúixola - Burí - Ca Major - Ca Menor - Cabellera de Berenice - Camaleó - Capricorn - Cassiopea - Cavallet - Cavallet del Pintor - Centaure - Cefeu | - Cigne - Coloma - Compàs - Corona Austral - Corona Boreal - Corb - Copa - Cotxer - Cranc - Creu del Sud - Dofí - Dragó - Eridà - Escorpí - Escaire - Escultor - Escut - Fènix - Forn - Gall Dindi - Girafa - Guineueta | - Grua - Hèrcules - Hidra Femella - Hidra Mascle - Indi - Llangardaix - Lleó - Lleó Menor - Llebre - Llebrers - Llop - Linx - Lira - Màquina Pneumàtica - Microscopi - Mosca - Octant - Orada - Orió - Ossa Major - Ossa Menor - Pegàs | - Perseu - Peix Austral - Peix Volador - Peixos - Popa - Quilla - Rellotge - Reticle - Sageta - Sagitari - Serpentari - Serpent - Sextant - Telescopi - Triangle - Triangle Austral - Tucà - Taula - Taure - Unicorn - Vela - Verge |